# To Be a Lover
A "To Be A Lover" Billy Idol első kislemeze az 1986-os harmadik nagylemezéről, a Whiplash Smile-ról. Egyik legsikeresebb kislemeze lett, miután az Egyesült Államokban a toplista 6. helyéig jutott, Nagy-Britanniában pedig 22. lett. A dal egy feldolgozás, az eredetijét William Bell írta ("I Forgot To Be A Lover" címen), és ez volt a második eset, hogy feldolgozást adott ki kislemezként (a Mony Mony után). A kislemez B-oldala az All Summer Single lett, bizonyos változatokon pedig a To Be A Lover (Mother of Mercy Mix) is rajta volt, amely egy, a gitárt erőteljesen az előtérbe helyező változat.

## Tracklista

### 7": Chrysalis - IDOL 8 (UK)
1. "To Be A Lover" (3:50)
2. "All Summer Single" (4:33)

### 12": Chrysalis - IDOLX 8 (UK)
1. "To Be A Lover (Mother Of Mercy Mix)" (6:45)
2. "To Be A Lover" (3:50)
3. "All Summer Single" (4:33)

### 12": Festival Records - X 14449 (Australia)
1. "To Be A Lover (Rock N' Roll Mix)" (7:11)
2. "To Be A Lover (Mother Of Mercy Mix)" (6:45)
3. "All Summer Single" (4:33)